# Efalizumab
Efalizumab (tên thương mại Raptiva, Genentech, Merck Serono) là một loại thuốc trước đây được thiết kế để điều trị các bệnh tự miễn, ban đầu được bán trên thị trường để điều trị bệnh vẩy nến. Như ngụ ý của hậu tố -mab, nó là một kháng thể đơn dòng tái tổ hợp nhân tạo được tiêm mỗi tuần một lần bằng cách tiêm dưới da. Efalizumab liên kết với tiểu đơn vị CD11a  của kháng nguyên liên quan đến chức năng tế bào lympho 1 và hoạt động như một chất ức chế miễn dịch bằng cách ức chế kích hoạt tế bào lympho và di chuyển tế bào ra khỏi mạch máu vào các mô. Efalizumab có liên quan đến nhiễm trùng não gây tử vong và đã bị rút khỏi thị trường vào năm 2009.
Các tác dụng phụ được biết đến bao gồm nhiễm trùng huyết do vi khuẩn, viêm màng não do virus, bệnh nấm xâm lấn và bệnh não chất trắng đa ổ tiến triển (PML), nhiễm trùng não do tái kích hoạt nhiễm virus JC tiềm ẩn. Bốn trường hợp PML đã được báo cáo ở bệnh nhân vẩy nến mảng bám, tỷ lệ mắc khoảng một trong 500 bệnh nhân được điều trị.
Do rủi ro của PML, Cơ quan Dược phẩm Châu Âu và FDA khuyến nghị đình chỉ thị trường tại Liên minh Châu Âu và Hoa Kỳ, tương ứng. Vào tháng 4 năm 2009, Genentech Inc. đã tuyên bố rút tiền tự nguyện theo giai đoạn Raptiva khỏi thị trường Mỹ.